# Bert F. Hoselitz
Berthold Frank Hoselitz (ou Bert F. Hoselitz) (Viena, Áustria, 1913 - Chicago, Estados Unidos, 14 de fevereiro de 1995) foi um economista austríaco e professor emérito da Universidade de Chicago e influenciou John Forbes Nash, laureado pelo Prêmio Nobel, em sua teoria dos jogos.
Trabalhou por mais de três décadas na Universidade de Chicago, destacando-se como um economista que empregava perspectivas sociológicas e históricas em suas análises de desenvolvimento econômico.

## Vida acadêmica e Biografia
Em 1936, recebeu o diploma de Direito pela Universidade de Viena, onde esteve em dois seminários de Ludwig von Mises, em 1933 e 1934. Correspondências indicam que Hoselitz pediu e recebeu uma carta de recomendação de Mises quando Bert quis sair da Universidade de Viena e entrar na de Chicago.
Em 1938, Hoselitz, assim como seu pai, Bela, e seu irmão, Kurt, deixou a Áustria, quando a Alemanha Nazista anexou seu país. Após uma tentativa de ir a China, foi a Inglaterra e, em seguida, aos Estados Unidos, onde trabalhou brevemente no Universidade de Manchester em North Manchester, Indiana, ensinando economia entre os anos 1940 e 1941.
Em 1942, sua mãe foi assassinada no campo de concentração de Auschwitz.
Hoselitz adentrou na Universidade de Chicago e obteve seu título de Mestre em 1945. Entrou como instrutor na Universidade de Chicago em 1945 e se tornou professor emérito em 1978.
Bert Hoselitz trabalhava sobre a economia, desenvolvendo teorias acerca do empreendedorismo e lucro, mas considerava o papel cultural e social no desenvolvimento econômico.
Em 1947, Hoselitz trabalhou como professor visitante durante o período de um ano na Universidade Carnegie Mellon, em que teve como aluno John Forbes Nash, que disse que foi influenciado pelo pensamento econômico austríaco por meio desse curso de economia internacional. Esse foi o único curso de economia que Nash fez em sua vida.
Em 1948, voltou a trabalhar na Universidade de Chicago. Em 1952, ajudou a fundar o Economic Development and Cultural Change, que foi um jornal pioneiro em pesquisas interdisciplinares sobre as nações que estavam se formando após a Segunda Guerra Mundial. Hoselitz foi um editor até 1985. Também em 1952, serviu assistência técnica às Nações Unidas em uma missão em El Salvador e foi autor do estudo das Nações Unidas Industrial Development of El Salvador.
De 1957 a 1958, foi membro de um time de conselheiros do governo da Índia.
Ele teve uma filha, Ann, de Chicago, e um filho, David, de Portland (Oregon).

## Teorias
No início dos anos 50, o trabalho de Hoselitz começou a forcar no contraste em organizações sociais entre economias avançadas e países em desenvolvimento ou subdesenvolvidos. Ele queria desenvolver uma área na ciência social para examinar os determinantes do desenvolvimento econômico, o que foi debatido por Talcott Parsons e sua teoria de estrutura social.
Hoselitz comenta que a história das palavras reflete a das instituições e dos costumes. Sob essa perspectiva, afirma que o conceito do empreendedor foi evoluindo, sendo alterado o registro de seu conceito ao passar do tempo.
Bert Hoselitz aponta que a figura do empreendedor seria
dotado de uma posição ambígua sob um ponto de vista cultural, étnico ou social e, devido a isso, fortemente motivado a realizar ajustes criativos em situação de mudança ou, eventualmente, no curso desse processo, desenvolver inovações genuínas no comportamento social. (Hoseltiz, 1959, p.38) 
O processo de desenvolvimento econômico de uma sociedade é verificada somente quando a função do empreendedorismo está institucionalizada, isto é, a sociedade deve estimular, premiar e motivar o indivíduo para inovar, assumir riscos, criar negócios e gerar mudanças. Acredita que os valores sociais que moldam o empreendedor, mas encontra o desejo pela mudança em grupos marginalizados socialmente.

## Homenagens
Em 1977, A imprensa da Universidade de Chicago publicou Essays on economic development and cultural change in honor of Bert F. Hoselitz / Manning Nash, editor., em homenagem a Hoselitz.

## Produções
Mesmo a maioria de seus trabalhos não serem teoria austríaca pura, Friedrich Hayek incentivou Hoselitz e James Dingwall traduziram Principles of Economics, descrito como o livro que detém as ideias centrais da escola austríaca, para o inglês.
Seu livro Sociological Aspects of Economic Growth foi traduzido para 14 línguas.
Dentre diversas produções, Hoselitz escreveu:
- 1943: Socialist Planning amnd International Economic Relations.[14]
- 1944: Economics of Military Occupation.[15]
- 1952: The Progress of Underdeveloped Areas.[16]
- 1952: Non-Economic Barriers to Economic Development.[17]
- 1953: The Role of Cities in the Economic Growth of Underdeveloped Countries.[18]
- 1953: Social Structure and Economic Growth.[19]
- 1957: Non-Economic Factors in Economic Development.[20]
- 1960: Sociological Aspects of Economic Growth.[21]